# 1904年夏季奧林匹克運動會田徑男子馬拉松比賽
在1904年夏季奧林匹克運動會田徑比賽中，男子馬拉松比賽於1904年8月30日舉行，共有來自七個國家的32名運動員參加。馬拉松賽程的距離為24英里1500碼（40公里）。這場馬拉松比賽的冠軍是美國的選手托马斯·希克斯，他在比賽中以3小時28分53秒的成績奪得金牌。法國選手阿爾貝·科雷獲得銀牌，而美國選手亞瑟·L·牛頓則獲得銅牌。
比賽當日在塵土飛揚的鄉間路上進行，水供應極為有限；32名來自七個國家（美國、法國、古巴、希臘、南非、英國和加拿大）的運動員參賽，但僅有14人成功完成比賽。比賽因組織和裁判不善而變得詭異，其中美國跑手弗雷德里克·洛茲在比賽中以第一位抵達終點，但被發現比賽途中搭乘汽車而被取消資格。真正獲勝者托马斯·希克斯在比賽結束時幾乎虛脫且出現幻覺，而第四名安達林·卡瓦哈爾在比賽過程中因吃壞了的蘋果而睡著。

## 背景
這場第三次是舉辦奧運會馬拉松比賽，也是每屆夏季奧運會舉行的12項田徑比賽之一。美國的亞瑟·L·牛頓是唯一一位在1900年參賽回歸的選手，其他重要的美國選手還包括過去三屆波士頓馬拉松冠軍：1902年冠軍山姆·梅洛爾、1903年冠軍約翰·洛爾登和1904年冠軍邁克爾·斯普林。
古巴和南非首次參加這項賽事，而美國是唯一一個在前三屆奧林匹克馬拉松比賽中均派選手參賽的國家。
這場馬拉松賽事也是首次有黑人在奧運會中參賽：兩位名為Len Taunyane和Jan Mashiani的茨瓦纳人，他們作為南非代表團成員之一參加1904年世界博覽會，臨時決定報名參加馬拉松賽事。他們在不久前的波爾戰爭期間擔任長距離傳遞消息的跑者。雖然一些報導稱兩人都是赤腳跑的，但在比賽期間拍攝的照片中Mashiani穿著鞋子。

## 賽制

馬拉松路線圖

由於當時馬拉松賽程尚未標準化，比賽長度為24英里1500碼（40公里） ，主辦單位在下午3點開始馬拉松比賽，而大部分現代馬拉松比賽會在清晨開始，以利用涼爽的時間進行比賽。
比賽需要在體育場上繞行五圈，每圈大約2.68公里，接下來是在灰塵飛揚的鄉村道路上進行，賽會官員在選手前後駕駛車輛護送造成大量沙塵，加劇了嚴重高溫及潮濕的環境，開賽時溫度約為華氏90度（攝氏32度）。比賽路線在克雷夫科尔地區的道路被雨水沖毀後不得不在最後一刻進行修改。
賽道上並未有清除障礙物，選手們必須不斷閃避穿越城鎮的交通、運送馬車、鐵路列車、電車甚至還有遛狗的人，反映出當時馬拉松比賽的組織和安全措施可能存在嚴重問題，使得比賽變得更加困難和危險。

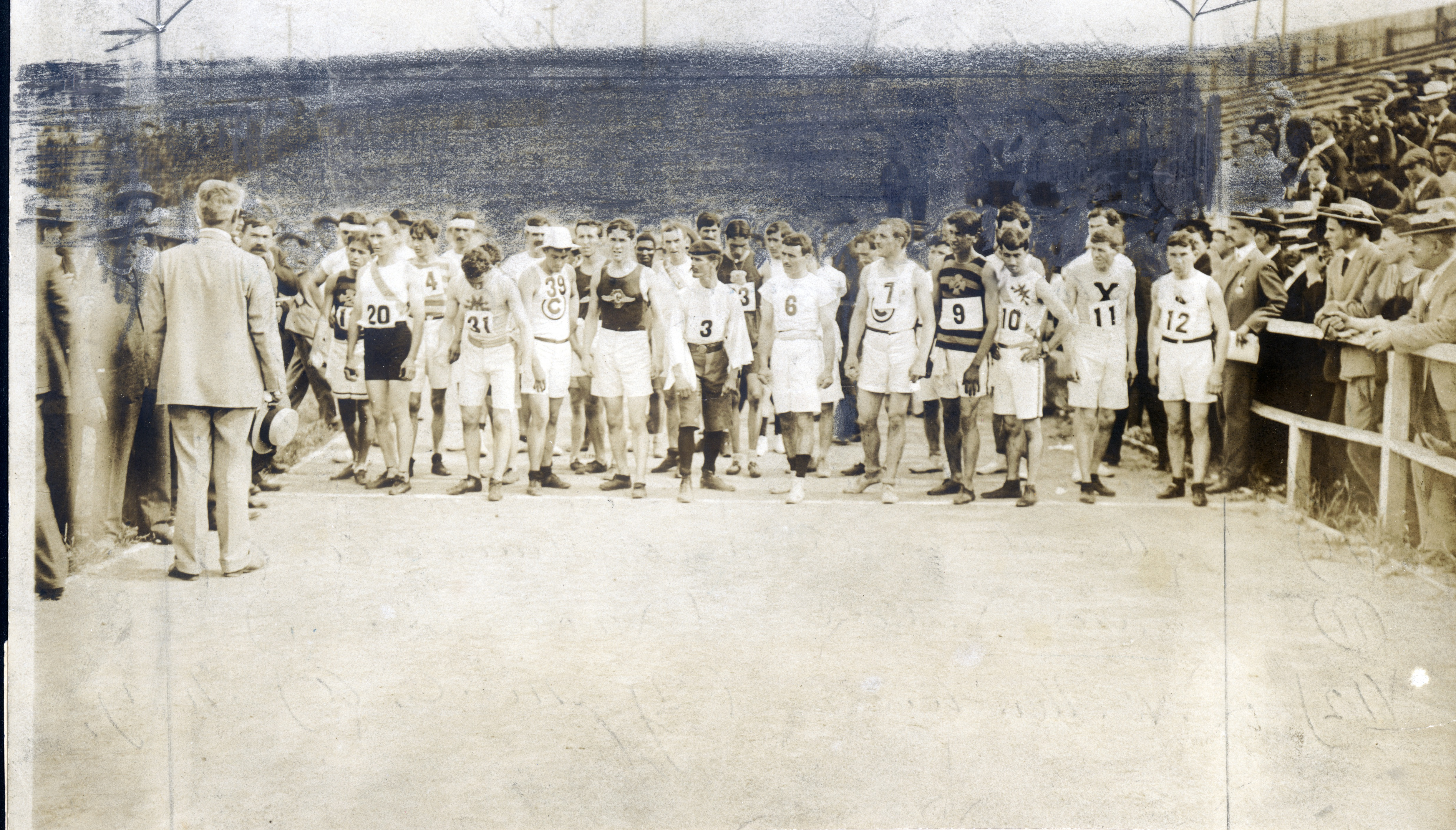
比賽開始前選手聚集在一起
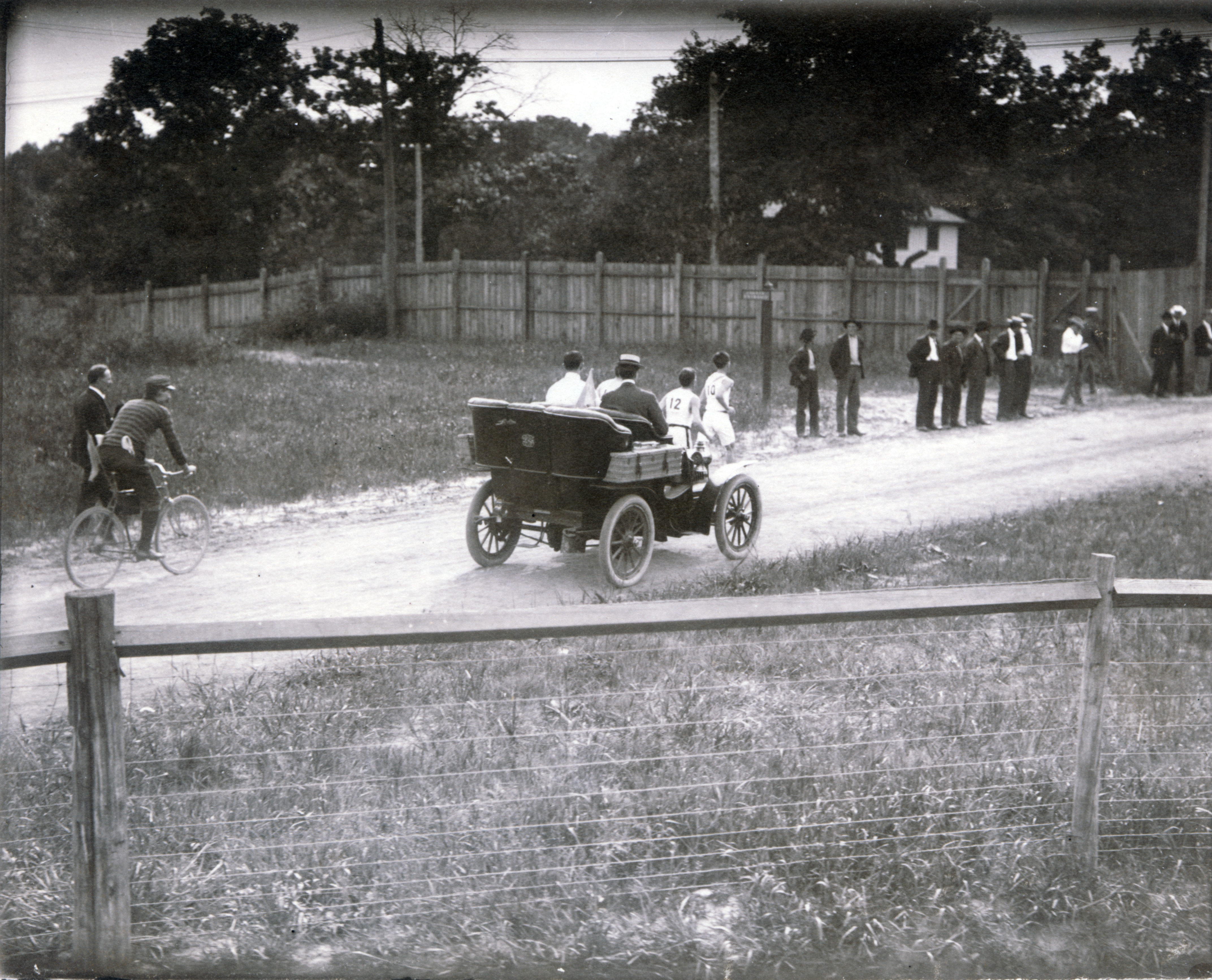
首位選手離開場館（梅洛爾和斯普林在裁判車前）
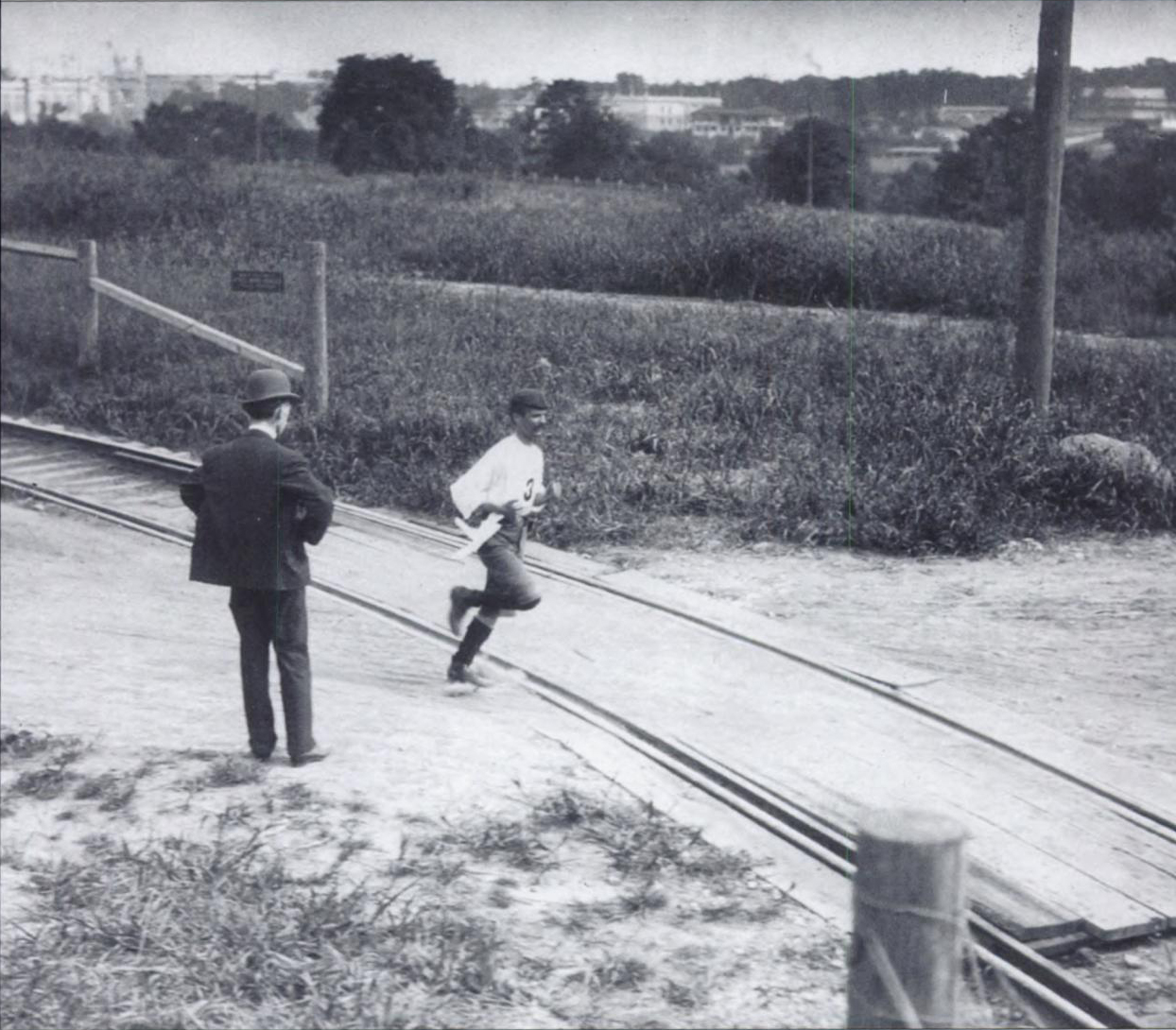
安達林·卡瓦哈爾在比賽途中

## 比賽總結
約翰·洛爾登在跑了約10英里後感到嚴重不適並退出比賽，而山姆·梅洛也在走過1902年波士頓馬拉松賽道時被塵土所困；儘管在賽道中途領先，但梅洛最終感到迷惘，並在跑了14.5英里後退出比賽。另一個比賽中發生的幾乎致命事件是美國選手威廉·加西亞（William Garcia）。他被發現躺在馬拉松賽道上不省人事，嚴重的內傷是由裁判車造成的塵埃所導致。
弗雷德里克·洛茲在跑了三個小時又13分鐘後率先抵達終點，比1900年的冠軍時間慢了13分鐘以上。在被歡呼為冠軍過後，他和當時美國總統西奥多·罗斯福的女兒爱丽丝·罗斯福·隆沃思拍照留念。當爱丽丝為洛茲戴上花環並準備頒發金牌時，觀眾們卻聲稱洛茲並沒有完整地跑完整場比賽。原來洛茲因抽筋在跑了九英里後退出比賽，搭乘一輛汽車回到體育場，在途中向觀眾和選手們打招呼。當汽車在第19英里抛錨時，他重新進入比賽，慢跑穿過終點線。洛茲在遭到憤怒的比賽官員指控後立即承認自己的欺騙行為，儘管他聲稱這只是一個惡作劇，但美國田徑總會對他作出終身禁賽的判決；這一處罰在1905年2月19日減為六個月，原因是洛茲正式道歉並且被發現他沒有意圖欺詐。洛茲在接下來贏得1905年波士頓馬拉松比賽。
托马斯·希克斯最終成為比賽冠軍，儘管他曾接受其訓練員的協助但當時賽事上尚未明文禁止 。比賽結束前10英里（16公里），希克斯領先1.5英里（2.4公里），但他被他的教練們制止停下來躺下來。從那時起一直到比賽結束，希克斯接受幾劑士的寧（一種促進神經系統的滅鼠劑）與白蘭地和蛋白混合的劑量，他大部分比賽時幾乎無法行走。當他抵達體育場時，支援團隊把他抬過終點線，將他高舉在空中但他像仍在奔跑一樣拖著腳步，希克斯由担架抬離體育場，若不是四位醫生治療，他可能在體育場死亡。他在馬拉松比賽期間減重8英磅（3.6公斤）。
古巴郵差安達林·卡瓦哈爾在最後一刻參加比賽 ，他因在新奥尔良賭錢失去所有錢財後，他搭便車到聖路易斯，穿著把褲子剪短做成短褲的街頭服裝參加比賽。在過去40個小時未進食的情況下，看到一位觀眾吃著兩顆桃子，他問能否吃桃子但觀眾拒絕了，然後他偷走兩顆桃子並逃跑了。後來他在途中停下來到果園吃了一些蘋果，結果發現蘋果都爛。。這些爛蘋果引起強烈的胃絞痛，他不得不躺下來小睡一會兒。儘管感到不適而要暫停一下，卡瓦哈爾仍然成功地以第四名完賽。
來自法國的美國移民阿尔贝·科雷因沒有正確文件而被列為混合隊伍參加了四英里團體賽（與四名美國隊員）並在馬拉松比賽中代表美國參賽。南非選手Len Taunyane和Jan Mashiani分別排名第九和第十二；這令許多觀察者感到失望，因為他們相信如果Taunyane沒有被野狗追了幾乎一英里偏離路線，他本可以做得更好。

### 脫水問題
參賽者在比賽過程中只有兩個水源：一個位於6英里（約9.7公里）的水塔，另一個則是在約12英里750碼（約19.998公里）處的井，顯示出在這場馬拉松比賽中水源的供應極為有限，對於長時間的耐力賽事來說是非常不利。詹姆斯·愛德華·沙利文（James Edward Sullivan）是奧運會的主要組織者，他並未在24英里1500碼的賽道上設置其他水源。儘管比賽在32°C（90°F）的高溫下進行，且賽道為未鋪設的道路充滿灰塵，這樣的決策顯得相當不負責任。沙利文的理由是進行“故意脫水”的研究，這一點引發對於運動員健康的擔憂，因為脫水會對運動表現和身體健康造成嚴重影響。這種做法在當時的運動科學中是相當有爭議。
由於缺乏水源和不良的裁判，這場馬拉松的完賽者與參賽者的比例非常低，32名參賽者中只有14名完成比賽。此外贏得比賽的時間為3小時28分53秒，這比第二慢的贏得時間慢了整整29分鐘，顯示出比賽的艱難程度。

## 比賽結果
| 排名 | 運動員                | 國家   | 時間    |
| ---- | --------------------- | ------ | ------- |
| 1    | 托马斯·希克斯         | 美国   | 3:28:53 |
| 2    | 阿尔贝·科雷           | 法国   | 3:34:52 |
| 3    | 亞瑟·L·牛頓           | 美国   | 3:47:33 |
| 4    | 安達林·卡瓦哈爾       | 古巴   | 不詳    |
| 5    | 迪米特里奧斯·維盧利斯 | 希腊   | 不詳    |
| 6    | 大衛·克尼蘭           | 美国   | 不詳    |
| 7    | 哈利·布勞利           | 美国   | 不詳    |
| 8    | 西德尼·哈奇           | 美国   | 不詳    |
| 9    | 倫·陶                 | 南非   | 不詳    |
| 10   | 基里斯托斯·澤霍里提斯 | 希腊   | 不詳    |
| 11   | 哈利·德夫林           | 美国   | 不詳    |
| 12   | 揚·馬沙尼             | 南非   | 不詳    |
| 13   | 約翰·弗拉             | 美国   | 不詳    |
| 14   | 安德魯·奧伊科諾穆     | 希腊   | 不詳    |
| DSQ  | 弗雷德里克·洛茲       | 美国   | 3:13:00 |
| —    | 愛德華·卡爾           | 美国   | DNF     |
| —    | 喬治奧斯·德羅索斯     | 希腊   | DNF     |
| —    | 羅伯特·福勒           | 美国   | DNF     |
| —    | 約翰·福伊             | 美国   | DNF     |
| —    | 威廉·加西亞           | 美国   | DNF     |
| —    | 卡里拉奧斯·吉安納卡斯 | 希腊   | DNF     |
| —    | 伯蒂·哈里斯           | 南非   | DNF     |
| —    | 托馬斯·J·肯尼迪       | 美国   | DNF     |
| —    | 約翰·洛爾登           | 美国   | DNF     |
| —    | 伊奧尼斯·朗吉查斯     | 希腊   | DNF     |
| —    | 喬治奧斯·盧里達斯     | 希腊   | DNF     |
| —    | 塞繆爾·梅勒           | 美国   | DNF     |
| —    | 弗蘭克·皮爾斯         | 美国   | DNF     |
| —    | 彼得羅斯·皮比勒斯     | 希腊   | DNF     |
| —    | 蓋·波特               | 美国   | DNF     |
| —    | 邁克爾·斯普林         | 美国   | DNF     |
| —    | 喬治奧斯·瓦姆凱提斯   | 希腊   | DNF     |
| —    | 路易斯·克蘭瑟         | 美国   | DNS     |
| —    | 約翰·達利             | 英国   | DNS     |
| —    | 威廉·赫里特           | 美国   | DNS     |
| —    | 約翰·肯尼迪           | 美国   | DNS     |
| —    | 康斯坦丁·倫托斯       | 美国   | DNS     |
| —    | 威廉·梅耶             | 美国   | DNS     |
| —    | 比利·謝林             | 加拿大 | DNS     |
| —    | 邁克·茲科卡斯         | 希腊   | DNS     |